# تابیتی
تابیتی (زبان سکایی باستان: *Tapatī ; یونانی باستان: Ταβιτί ; لاتین: Tabiti) ایزدبانوی سکاها بود که مربوط به آتش اولیه می‌شد. آتشی که پیش از خلقت جهان وجود داشته و جوهر بنیادی و منشأ همه آفرینش‌ها بوده‌است. تابیتی گرامی‌ترین الهه در میان ایزدان سکایی بود. سکاها از مردمان ایرانی‌تبار باستان دوران باستان بودند.

## نام
نام تابیتی (یونانی باستان: Ταβιτί) شکل یونانی‌شده نام سکایی *Tapatī، به معنای «تاباننده، سوزاننده» است.  این نام همچنین مرتبط با واژهٔ اوستایی tāpaiieⁱti (𐬙𐬁𐬞𐬀𐬌𐬌𐬈𐬌𐬙𐬌‎) به‌معنای «گرم کردن»، واژه فارسی تابیدن و واژه لاتین tepeo و دیگر عبارات مرتبط با گرما در زبان‌های هندواروپایی است. نام تابیتی همچنین به تاپاتی (سانسکریت: तपती، آوانگاری: Tapatī)، ایزدبانوی هندو و فعل مرتبط با نام وی tapayati (तापयति) که به‌معنای «سوختن» و «داغ‌بودن» است شباهت دارد.  از دیگر نام‌های مرتبط می‌توان واژه زبان سانسکریت tápas (तपस्)، به‌معنای «عظمت کیهانی» و «ماهیت اولیه» را نام برد. ماهیتی که عامل پیدایش جهان و نظم هستی از دل آن بوده‌است.

## تاریخچه
ارتباط نام تابیتی با آتش و گرما و نقش آفرینندهٔ او، گواهی بر جایگاه او به‌عنوان ایزدبانوی آتش نخستین است. جایگاهی که از باور مشترک نیاکان اقوام هندواروپایی نسبت به ایزد آتش مشتق شده‌است. ایزدی که در طول تاریخ نام‌ها و جلوه‌های متفاوتی به خود گرفته‌است. از نمونه‌های شناخته‌شده می‌توان به هستیا در دین یونان باستان، آگنی در آیین‌های ودایی اقوام هندوآریایی، و آذر (ایزد) در میان مردمان ایرانی‌تبار نواحی جنوبی‌تر اشاره کرد. تابیتی شبیه به آگنی ودایی و هستیای یونانی بود و بنابراین، با آیین آتش و مفهوم آن در میان مردمان ایرانی‌تبار ارتباط داشت. با این تفاوت که تابیتی مربوط به دوره‌ای قدیمی‌تر از تاریخ شکل‌گیری باورهای آیینی مشترک هندو ایرانی است. نزد سایر اقوام ایرانی‌تبار و هندوآریایی، ایزدبانوی آتش با ایزدان مذکر مثل آتر و آگنی جایگزین شده بود. همین موضوع، تابیتی را به تنها ایزدبانوی آتش منسوب به تمدن‌های هند و ایرانی ثبت‌شده در تاریخ بدل می‌کند.
هرودوت تابیتی را با الهه اجاق یونانی، هستیا برابر می‌داند و نام تابیتی را در صدر خدایان سَکایی قرار می‌دهد. این امر بازتاب نقشی است که ایزد آتش نزد اقوام هندو اروپایی داشته‌است و شباهتش به سنت یونانی مبنی بر آغاز و پایان هر مناسک مذهبی با قربانی برای هستیا و ذکر نام وی در ابتدای هر دعا. مشابه چنین رویکردی در ریگ‌ودا، کتاب مقدس هندوآریایی‌ها دیده می‌شود که با سرودی ستایش‌آمیز خطاب به آگنی آغاز شده و با سرودی دیگر در ستایش او به پایان می‌رسد؛ بنابراین، جایگاه برتر تابیتی در فهرست خدایان سکا نشان از جایگاه والای او در دعاها دارد که حین آیین‌های مذهبی و قربانی برای خدایان قرائت می‌شده‌است.

## تابیتی نزد اقوام سکایی
سکاها، مظاهر طبیعت را می‌پرستیده‌اند و بزرگ‌ترین مراسم دینی را دربارهٔ تابیتی ایزدبانوی بزرگ که نماد آتش و شاید جانوران بود؛ برپا می‌داشتند. تنها همین الهه در آثار هنری آن‌ها دیده می‌شود. روستوتسف کشف کرده که الهه مزبور را در روسیه جنوبی؛ مدت‌ها پیش از پیدایی سکاها در آن‌جا می‌پرستیده‌اند. تندیس‌های کوچک سفالین این الهه در عصر مفرغ، در ناحیه‌ای واقع در کوه‌های اورال و رودخانه دنیپر و حتی بیشتر در طول رودهای بوگ و دونتس وجود داشت. در کریمه از این الهه، تندیس مربوط به پیش از سدهٔ نهم پیش از میلاد کم‌تر دیده می‌شود و در این مورد، او را ایستاده و در حالتی که کودکی را در آغوش گرفته‌است می‌بینیم.
هر چند در آن هنگام نماد باروری به‌شمار نمی‌آمد و در میان سکاها تجسم مادرسالاری نیز نبود، این قوم او را نگهبان سیاسی خود می‌دانسته‌اند و استرابون نوشته‌است که پرستش او بویژه در کرانه‌های قفقاز متداول بوده و در آنجا طوایف دریانوردی را که یونانیان آنان را آرگونوت‌ها می‌نامیدند حفاظت می‌کرده‌است. در آثار سَکایی، او را گاهی به صورت نیمه زن و نیمه مار و گاهی ایستاده یا نشسته در میان حیوانات مقدس خود، یعنی غراب و سگ، یا گاهی همراه ملازمی یا در حال گفت‌وگو با رئیس قبیله‌ای، نشان می‌دادند.

## آیین

### نقش و کارکرد
تابیتی آتش نخستین بود؛ عنصری که پیش از آفرینش وجود داشت و جوهره اصلی تمام هستی و منشأ آفرینش بود. طبق باورهای سکایی، از او آپی (زمین) و پاپایوس (آسمان) زاده شدند. این دیدگاه بر نقش ایزد آتش به عنوان عنصر فراگیر در مجموعه خدایان ایرانی تأکید دارد. در بین هندوآریایی‌ها نیز چنین بود. آگنی در باور ایشان، آتشی بود که در سرتاسر جهان حضور داشت و تمام کیهان، از جمله جهان انسان‌ها و جهان ایزدان را در بر می‌گرفت. 
یکی از پژوهشگران سکاشناس به نام تروگ پمپه‌ای داستانی روایت می‌کند که در آن بین سکاها و مصر باستان اختلافی بر سر کهن‌بودن این دو قوم درمی‌گیرد. هر طرف برای اثبات ادعای خود بر این نکته پافشاری می‌کند که آیا در آغاز جهان از آب پوشیده بوده یا از آتش. رفسکی این دو عنصر را به ترتیب با نو و تابیتی مطابق می‌داند. 
تابیتی به عنوان الهه آتشدان، سرپرست جامعه، دولت و خانواده‌هایی بود که حافظ قبیله و طایفه به‌شمار می‌رفتند. تابیتی به عنوان نمادی از قدرت بلامنازع، از طریق ارتباط با شاه به جایگاهی مافوق دیگر خدایان دست یافت. دلیل دیگر این جایگاه، پیوند او با آیین آتش در مذاهب ایرانی بود. با این اوصاف تابیتی با قدرت و کامیابی و اجاق‌های سلطنتی در مذهب ایرانی گره خورده‌است. در نتیجه آتشدان شاه نیز با تابیتی ارتباط داشت و بنابراین نمادی از رفاه مردم و نشانهٔ قدرت شاهانه بود که تعرض به آن جایز نبود. خود تابیتی نیز با این قدرت سلطنتی مرتبط بوده‌است؛ این رابطه را در سخن ایدان تیرسوس پادشاه سکا در ۵۱۳ پ. م می‌بینیم که تابیتی را «ملکهٔ سُکایان» نامید. احتمالاً این توصیف از تابیتی مربوط به مفهوم فر (اوستایی: 𐬓𐬀𐬭𐬆𐬥𐬀𐬵) یا فره ایزدی در باورهای ایرانی است یا حتی ارتباط با ورهران ({{فارسی میانه|𐭥𐭫𐭧𐭫𐭠𐭭}) به عنوان آتش محافظ شاه دارد. در مقام نگهبان آتش سلطنتی، تابیتی تضمین‌کننده تندرستی ایل بود و سوگند به اجاق سلطنتی مقدس‌ترین عمل به‌شمار می‌آمد. شکستن این سوگند مایهٔ بیماری شاه تلقی می‌شد و عامل آن گناه با بستن به هیزم و سوزاندن اعدام می‌گردید.

### آتشدان‌های تابیتی
«آتشدان‌ها » یا (یونانی باستان: ἑστίαι hestiai) تابیتی احتمالاً اشیاء طلایی شعله‌وری بوده‌اند که در اساطیر سکایی از آسمان به زمین فرود آمده‌اند. پادشاه حکم امانت‌دار آن‌ها را داشت و تابیتی حافظ شاه، اجاق سلطنتی بود. به این ترتیب پیوندی قوی بین تابیتی و شاه سکایی به‌وجود می‌آمد که شاه را واسطه‌ای میان الهه و مردمان می‌نمود.  هرگونه گزند به اجاق‌های مقدس، آسیبی عمومی برای کل ایل شمرده می‌شد و باید به هر بهایی پیشگیری می‌گردید. 

## شمایل‌نگاری
تابیتی ایزد مفهومی انتزاعی چون آتش و فره ایزدی بوده‌است و بنابراین، در هنر سکایی بازنمایی تصویری نداشته. به جای آن، شومینه و اجاق که مرکز مقدس هر گروه اجتماعی، از خانواده تا ایل سکایی را تشکیل می‌داد، نماد او بوده‌است.